# Мондаїно
Мондаїно (італ. Mondaino) — муніципалітет в Італії, у регіоні Емілія-Романья,  провінція Ріміні.
Мондаїно розташоване на відстані близько 220 км на північ від Рима, 130 км на південний схід від Болоньї, 24 км на південь від Ріміні.
Населення — 1424 особи (2014).
Щорічний фестиваль відбувається 29 вересня. Покровитель — святий Архангел Михаїл.

## Демографія
Населення за роками:

Станом на 1 січня 2023 року в муніципалітеті офіційно проживали 154 іноземці з 25 країн, серед них 45 громадян країн Євросоюзу та 21 громадянин України.

## Сусідні муніципалітети
- Монтекальво-ін-Фолья
- Монтефйоре-Конка
- Монтегридольфо
- Салудечо
- Таволето
- Тавуллія
- Урбіно
- Кольбордоло